# Hotsumi Ozaki
Pour les articles homonymes, voir Ozaki (homonymie).
Hotsumi Ozaki (尾崎 秀実, Ozaki Hotsumi), né le 29 avril 1901 à Shirakawa au Japon et exécuté par la justice japonaise à l'âge de 43 ans le 7 novembre 1944 à la prison de Sugamo, est un journaliste japonais travaillant pour l'Asahi Shimbun, conseiller du premier ministre Fumimaro Konoe, sympathisant communiste et espion au service de l'Union soviétique durant la Seconde Guerre mondiale. C'est le seul Japonais à avoir été pendu pour « trahison » (selon les termes des lois de préservation de la paix) par le gouvernement japonais. Il est aujourd'hui prouvé qu'il était un informateur de l'espion Richard Sorge. La correspondance qu'il écrit à sa femme et sa fille durant son incarcération est publiée dans un recueil intitulé L'amour est comme une pluie d'étoiles.

## Biographie
Issu d'une famille samouraï, Ozaki est né dans ce qui est aujourd'hui la ville de Shirakawa dans la préfecture de Gifu. Sa famille s'installe à Taïwan pendant son enfance et il grandit à Taipei. Il retourne au Japon en 1922 pour étudier le droit à l'université impériale de Tokyo. Consterné par les actions du gouvernement après le grand séisme de Kantō de 1923, il se tourne vers le marxisme. Il quitte l'université en 1925 sans avoir obtenu son diplôme et commence à s'impliquer dans les activités du parti communiste japonais. En 1926, il est embauché à l'Asahi Shimbun, où il réalise des articles sur les meneurs soviétiques Lénine et Staline. Il entre au Mainichi Shinbun d'Osaka l'année suivante. 
En novembre 1928, Ozaki est envoyé à Shanghai où il rentre vite en contact avec des membres du parti communiste chinois, comme l'Américaine Agnes Smedley, et de l'Internationale communiste. Smedley le présente à Richard Sorge en 1930. À son retour au Japon, il se réinstalle à Tokyo en 1934 tout en gardant contact avec Sorge.
Par l'écriture de livres et d'articles, Ozaki s'auto-proclame expert en relations sino-japonaises. Il est ainsi recruté par Ryūnosuke Gotō en 1937 et rejoint la société intellectuelle Shōwa Kenkyūkai fondée par le premier ministre Fumimaro Konoe. En 1938, celui-ci l'invite à devenir membre de son cercle de proches, le « club du petit-déjeuner », avec qui il s'entretient de l'actualité une fois par semaine au moment du petit-déjeuner. Ozaki se retrouve ainsi en mesure de participer à des prises de décisions qu'il est censé garder secret. Il apprend que le Japon veut éviter une guerre avec l'Union soviétique, information qu'il passe à Sorge qui la transmet à Moscou. Le 2 juillet 1941, pendant l'entretien du matin, il critique la décision japonaise d'occuper les Indes orientales néerlandaises et Singapour et la demande d'Hitler d'envahir la Sibérie. Il se déclare opposé et préoccupé par la décision de se préparer à une guerre avec les États-Unis prise lors de la conférence impériale du 6 septembre 1941.
Le 15 octobre 1941, Ozaki est arrêté et interrogé par la police en même temps que Richard Sorge. Durant le procès qui s'ensuit, il est révélé qu'Ozaki travaillait avec Sorge depuis son retour de Chine et que grâce à ses proches contacts avec Fumimaro Konoe et d'autres hauts responsables japonais, il fut en mesure de collecter des informations et de copier des documents secrets. Ozaki est exécuté à la prison de Sugamo le 7 novembre 1944, le même jour que Richard Sorge.

## Représentation dans les arts
- Le film d'Akira Kurosawa, Je ne regrette rien de ma jeunesse (わが青春に悔なし), est vaguement basé sur l'histoire d'Ozaki.
- La pièce de théâtre de Junji Kinoshita, Un Japonais nommé Otto (オットーと呼ばれる日本人), est basée sur le personnage d'Ozaki. Elle fut interprétée pour la première fois en 1962 et rejouée au Japon de nombreuses fois, dernièrement en 2008.
- Sous les traits de l'acteur Akira Yamanoutchi, son personnage est présent dans le film d'Y. Ciampi : Qui êtes-vous M. Sorge ?
- Il est interprété par Masahiro Motoki dans le film de 2003 : Spy Sorge